# Der junge Wallander
Der junge Wallander (im Original Young Wallander) ist eine britisch-schwedische Fernsehserie aus dem Jahr 2020, die im Auftrage des Streaminganbieters Netflix produziert und als Netflix Original am 3. September 2020 veröffentlicht wurde. Die Serie basiert auf dem fiktiven Kommissar Kurt Wallander von Henning Mankell. Anfang November 2020 orderte Netflix eine zweite Staffel, die am 17. Februar 2022 mit dem Titel Im Schatten des Todes an den Start ging.

## Handlung
Kurt Wallander hat gerade erst die Polizeischule abgeschlossen, gemeinsam mit seinem Freund und Kollegen Reza fährt er die ersten Streifen und kümmert sich um Beschwerden wegen Ruhestörungen und andere kleine Delikte. Nach der Arbeit kehrt er in sein Apartment in Rosengård, einem Problemviertel der schwedischen Stadt Malmö zurück. Eines Abends hört er Lärm vom Bolzplatz im Viertel und findet dort einen jungen hellhäutigen Mann an einen Zaun gefesselt und mit Klebeband geknebelt vor. Die Menge macht sich über den Mann lustig. Wallander gibt sich als Polizist zu erkennen und will die Menge auflösen, als ein Mann dem Geknebelten das Klebeband wegreißt. Zum Vorschein kommt eine Granate im Mund, deren Zündmechanismus durch das Entfernen des Klebebands ausgelöst wurde und die wenige Sekunden später im Mund des Opfers explodiert.
Da sich Wallander im Umfeld des Verbrechens auskennt, wird er an Stelle des ursprünglich vorgesehenen Reza zur Kriminalpolizei versetzt und unter Kommissar Hemberg mit den Ermittlungen im Fall betraut. Die Öffentlichkeit sucht die Verantwortlichen für den Anschlag im Umfeld von Migranten, denen ein Schwedenhass unterstellt wird. Es entsteht eine öffentliche Diskussion über Fremdenhass und Rechtsextremismus. Wallander glaubt nicht an ein Hassverbrechen, wird aber mit der rassistischen Voreingenommenheit seines Polizeireviers und insbesondere von Kommissar Hemberg konfrontiert.

## Besetzung und Synchronisation
Die deutschsprachige Synchronisation entstand nach einem Dialogbuch und unter Dialogregie von Dirk Müller im Auftrag der Berliner Synchron.

### Hauptrollen
| Rolle             | Darsteller      | Beschreibung                                                                          | Synchronsprecher  |
| ----------------- | --------------- | ------------------------------------------------------------------------------------- | ----------------- |
| Kurt Wallander    | Adam Pålsson    | Wallander ist ein junger Polizist, der gerade in seinem ersten großen Fall ermittelt. | Henning Nöhren    |
| Frida Rask        | Leanne Best     | Rask ist die direkte Vorgesetzte von Wallander und sieht in ihm großes Potential.     | Marion Musiol     |
| Kommissar Hemberg | Richard Dillane | Hemberg ist ein übergeordneter Kollege von Wallander.                                 | Thomas Nero Wolff |
| Reza Al-Rahman    | Yasen Atour     | Al-Rahman ist ein Freund und Kollege von Wallander.                                   | Florian Hoffmann  |
| Mona              | Ellise Chappell | Mona ist eine Freundin von Wallander.                                                 | Alice Bauer       |

### Nebenrollen
| Rolle            | Darsteller         | Synchronsprecher  |
| ---------------- | ------------------ | ----------------- |
| Bashir           | Charles Mnene      | Raúl Richter      |
| Karl-Axel Munck  | Jacob Collins-Levy | Jeremias Koschorz |
| Ibra             | Jordan Adene       | Sebastian Fitzner |
| Gustav Munck     | Alan Emrys         | Arne Stephan      |
| Fredrik          | Bart Edwards       | Nico Sablik       |
| Rickard Lundgren | Richard Clothier   | Paul Matzke       |
| Zemar            | Elham Ehsas        | Dennis Sandmann   |

## Episodenliste

### Staffel 1
| Nr.                                                                               | Deutscher Titel | Originaltitel | Regie        | Drehbuch       |
| --------------------------------------------------------------------------------- | --------------- | ------------- | ------------ | -------------- |
| 1                                                                                 | Folge 1         | Episode 1     | Ole Endresen | Ben Harris     |
| 2                                                                                 | Folge 2         | Episode 2     | Ole Endresen | Ben Schiffer   |
| 3                                                                                 | Folge 3         | Episode 3     | Ole Endresen | Jessica Ruston |
| 4                                                                                 | Folge 4         | Episode 4     | Jens Jonsson | Anoo Bhagavan  |
| 5                                                                                 | Folge 5         | Episode 5     | Jens Jonsson | Ben Harris     |
| 6                                                                                 | Folge 6         | Episode 6     | Jens Jonsson | Ben Harris     |
| Am 3. September 2020 wurde die erste Staffel weltweit bei Netflix veröffentlicht. |                 |               |              |                |

### Staffel 2
| Nr.                                                                               | Deutscher Titel | Originaltitel | Regie              | Drehbuch      |
| --------------------------------------------------------------------------------- | --------------- | ------------- | ------------------ | ------------- |
| 1                                                                                 | Folge 1         | Episode 1     | Jens Jonsson       | Anoo Bhagavan |
| 2                                                                                 | Folge 2         | Episode 2     | Jens Jonsson       | Anoo Bhagavan |
| 3                                                                                 | Folge 3         | Episode 3     | Jens Jonsson       | Anoo Bhagavan |
| 4                                                                                 | Folge 4         | Episode 4     | Mani Maserrat-Agah | Anoo Bhagavan |
| 5                                                                                 | Folge 5         | Episode 5     | Mani Maserrat-Agah | Anoo Bhagavan |
| 6                                                                                 | Folge 6         | Episode 6     | Mani Maserrat-Agah | Anoo Bhagavan |
| Am 17. Februar 2022 wurde die zweite Staffel weltweit bei Netflix veröffentlicht. |                 |               |                    |               |

## Produktion
Die Netflix-Serie ist als Krimi-Prequel mit dem schwedischen Kommissar Kurt Wallander von Autor Henning Mankell konzipiert und wurde dazu in die Gegenwart verlegt. Es wurde angekündigt, die Rollen mit schwedischen und britischen Schauspielern zu besetzen, letztlich wurde jedoch nur die Rolle des Wallander mit einem Schweden besetzt.
Die Dreharbeiten zur ersten Staffel fanden Ende 2018 bis Ende 2019 in Vilnius statt. Ende November 2020 bestellte Netflix eine zweite Staffel, die im Jahr 2022 erschienen ist.

## Rezeption
In der Frankfurter Allgemeinen Zeitung beschreibt Matthias Hannemann Der junge Wallander als geradlinig und einfach erzählte Serie, bei der auf bereits Bewährtes gesetzt werde. Als großen Hemmschuh sieht er vor allem die Rolle des jungen Polizisten, der noch wenig mit dem bekannten beziehungsunfähigen und trunksüchtigen Wallander zu tun habe.

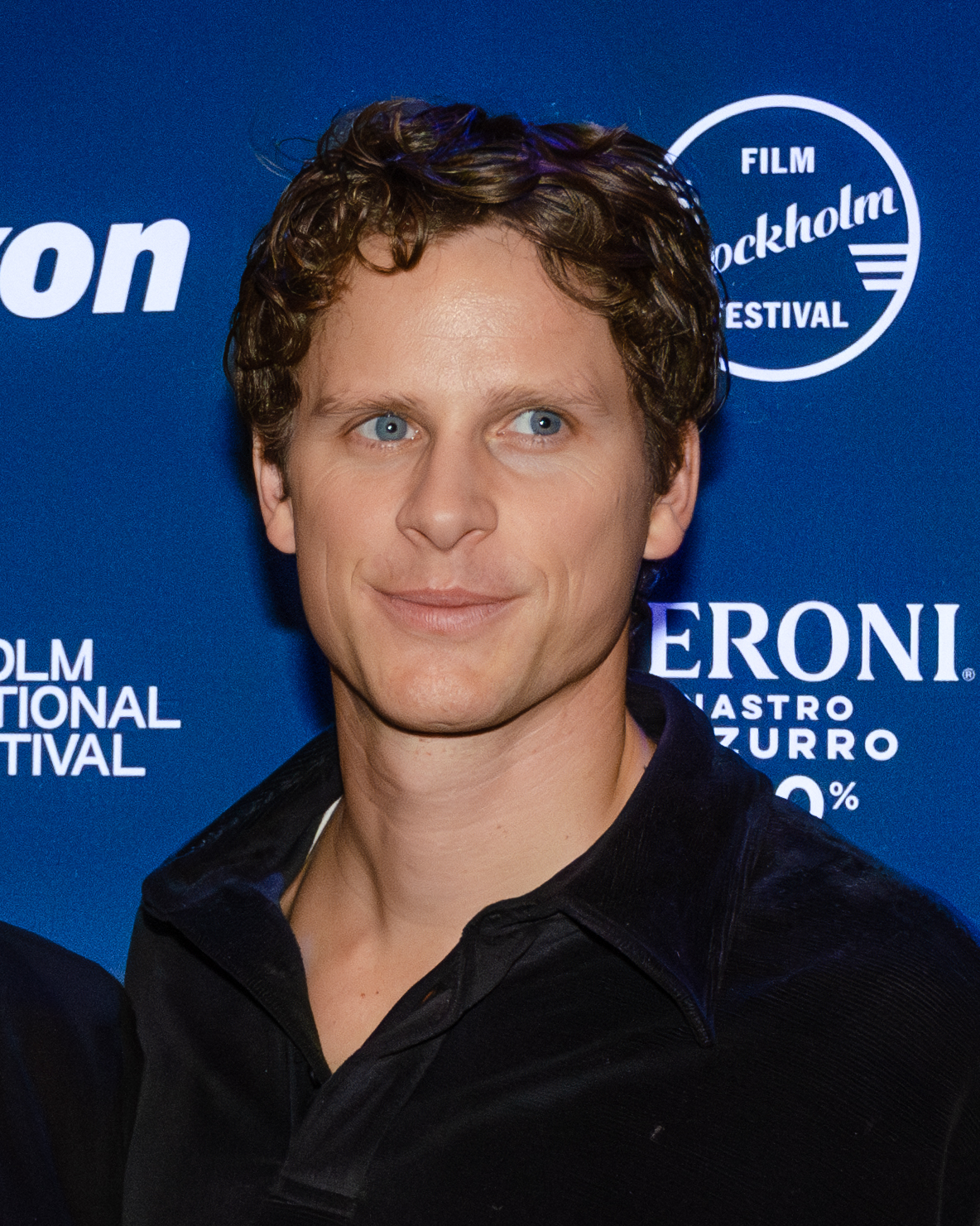
Adam Pålsson spielt in der Titelrolle den jungen Kurt Wallander

In Der Spiegel Online schreibt Oliver Klever, dass er in der Serie einen alten Bekannten vermisse – Kommissar Wallander, die Serie fühle sich als etwas an, das weit weg vom bekannten Wallanderuniversum sei. Er bescheinigt eine spannend erzählte Geschichte, dass die Serie jedoch in der Gegenwart spielt, ruft bei ihm Irritationen hervor.
Arabella Wintermayr spricht im Musikexpress von ungewöhnlich blassen Figuren für einen Schwedenkrimi, Pålsson sei ihrer Meinung nach keine charismatische Besetzung. Warum und wie Wallander zu dem Wallander wurde, wie wir ihn kennen, werde nicht klar. Außerdem stellt sie eine Parallele zwischen der fiktiven Geschichte und dem Schweden fest, in dem die Schwedendemokraten mit knapp 20 Prozent in den schwedischen Reichstag einziehen.
Auf Rotten Tomatoes vergaben 67 Prozent der Zuschauer mehr als 3,5 Sterne, in der Internet Movie Database bewerteten mehr als 1300 Zuschauer die Serie im Durchschnitt mit 6,8 von 10 Sternen.